# Габровский троллейбус
Габровский троллейбус — закрытая система троллейбусного движения в городе Габрово (Болгария), действовавшая с 1987 года по 2013 год. К моменту закрытия имелось 4 маршрута, которые обслуживал единственный троллейбусный парк.

## Маршруты

### На момент закрытия
| Маршрут | Конечные остановки А \| Б | Конечные остановки А \| Б | Конечные остановки А \| Б | Режим работы в будни      | Длина маршрута (км) | Особенности маршрута               |
| ------- | ------------------------- | ------------------------- | ------------------------- | ------------------------- | ------------------- | ---------------------------------- |
| 31      | Русевцы                   | ↔                         | Бичкиня 1 (Инструмент)    | 4:40 — 20:30 5:35 — 21:30 | 21,2                | По выходным выполняется автобусами |
| 32      | Русевцы                   | ↔                         | Техномат                  | 6:20 — 17:10              | 4,5                 | Работает в будни                   |
| 33      | Русевцы                   | ↔                         | Шиваров мост              | 6:35 — 20:10              | 8,0                 | Работает в будни                   |
| 34      | Техномат                  | ↔                         | Шиваров мост              | 6:05 — 20:05              | 6,5                 | Работает в будни                   |

Маршруты 33 и 34 являлись дополнительными, было начато строительство трассы по бульвару Могилёв, на которую планировали перевести маршрут 33.

### Историческое развитие сети
Пусковым участком был «Рекорд (ныне Колело) — Шиваров мост»
На рубеже 20-21 веков число маршрутов достигло 7. Действовали следующие маршруты:
- 30. Рекорд — Шиваров Мост
- 31. Техномат — Шиваров мост
- 32. Рекорд — Инструмент
- 33. Техномат — Инструмент
- 34. Техномат — Русевцы
- 35. Русевцы — Шиваров мост
- 36. Русевцы — Инструмент

## Подвижной состав
В Габрово подвижной состав был представлен 19 троллейбусами ЗиУ-9 производства Завода имени Урицкого (СССР).
В 2008 году в течение 2 недель на 33 и 36 маршрутах испытывался болгарский троллейбус РТК - В2007.